# Княжа криниця (пам'ятка природи)
Княжа криниця — гідрологічна пам'ятка природи місцевого значення. Об'єкт розташований на території Черкаського району Черкаської області, село Козарівка.
Площа — 0,01 га, статус отриманий у 1998 році.